# 3-pentanolo
Il 3-pentanolo è un composto organico di formula CH3CH2CH(OH)CH2CH3, isomero strutturale del pentanolo, appartenente alla categoria degli alcoli secondari. A temperatura ambiente appare come un liquido incolore e dall'odore caratteristico, infiammabile e moderatamente solubile in acqua a temperatura ambientale. La molecola trova impiego come agente flottante e come solvente nelle sintesi organiche. Il 3-pentanolo può essere ottenuto per idrogenazione del 3-pentanone:
CH3CH2COCH2CH3 + H2 → CH3CH2CH(OH)CH2CH3